# فرودگاه هپ
فرودگاه هپ (به انگلیسی: Hope Aerodrome) یک فرودگاه همگانی با کد یاتا YHE است که یک باند فرود چمن دارد و طول باند آن ۱۲۰۷ متر است. این فرودگاه در کشور کانادا قرار دارد و در ارتفاع ۳۹ متری از سطح دریا واقع شده‌است.